# Gloriett-busz (Budapest)
A budapesti Gloriett-busz a Kispest, Határ út és a Gloriett lakótelep között közlekedett. A vonalat a Budapesti Közlekedési Zrt. üzemeltette.

## Története
2003. szeptember 1-jétől közlekedett a 194-es mentesítő járataként. 2004. január 2-ától betért a pesterzsébeti Tesco áruházhoz is. 2007. április 30-án megszűnt, helyette május 2-án a Tesco-buszt meghosszabbították a Határ útig.

## Útvonala
| Gloriett lakótelep felé | Határ út felé |
| --- | --- |
| Kispest, Határ út vá. – Határ út – Nagykőrösi út – M5-ös út – Tesco áruház – Tesco áruház – Bekötőút – Szentlőrinci út – Méta utca – Besence utca – Közdűlő út – Ipacsfa utca – Tövishát utca – Gloriett lakótelep vá. | Gloriett lakótelep vá. – Goroszló utca – Kele utca – Méta utca – Pozsony utca – Kassa utca – Temesvár utca – Katona József utca – Hofherr Albert utca – Nagykőrösi út – Határ út – Távíró köz – Távíró utca – Üllői út – Ferde utca – Kispest, Határ út vá. |

## Megállóhelyei
| 0  | Kispest, Határ út végállomás                   | 18 | 66, 66, 84, 89, 94, 94E, 99, 123, 154, 154A, 154B, 194 42, 50, 52 |
| 4  | Nagykőrösi út (↓) Nagykőrösi út (Határ út) (↑) | 14 | 48, 54, 55, 66, 66, 84, 89, 94, 94E, 123, 154, 154A, 154B 3, 52   |
| 8  | Nagysándor József utca (↓) Hunyadi utca (↑)    | 11 | 51, 54, 55, 84, 89, 94, 99, 151, 154, 154A, 154B                  |
| 13 | Tesco Pesterzsébet                             | ∫  | 19, Tesco                                                         |
| 18 | Közdűlő út                                     | ∫  | 194                                                               |
| 20 | Tövishát utca                                  | ∫  | 194                                                               |
| ∫  | Ipolyság utca                                  | 6  | 194                                                               |
| ∫  | Kassa utca                                     | 5  | 36, 194                                                           |
| ∫  | Karton utca                                    | 4  | 36, 194                                                           |
| ∫  | Csiky utca                                     | 3  | 36, 194                                                           |
| ∫  | Kele utca                                      | 1  | 19, 194, Tesco                                                    |
| 21 | Gloriett lakótelep végállomás                  | 0  | 194                                                               |